# Beverly Grant (Leichtathletin)
Beverly Grant (* 25. September 1970) ist eine ehemalige jamaikanische Sprinterin.
Ihre größten Erfolge erzielte sie als Staffelläuferin. Bei den Leichtathletik-Hallenweltmeisterschaften 1993 in Toronto siegte sie gemeinsam mit Deon Hemmings, Cathy Rattray-Williams und Sandie Richards in der 4-mal-400-Meter-Staffel mit einer Zeit von 3:32:32 min vor der US-amerikanischen Mannschaft. In der 4-mal-100-Meter-Staffel gewann sie bei den Leichtathletik-Weltmeisterschaften 1997 in Athen zusammen mit Beverly McDonald, Merlene Frazer und Juliet Cuthbert mit einer Zeit von 42,10 s die Silbermedaille. 1999 belegte Grant sowohl bei den Hallenweltmeisterschaften in Maebashi als auch bei den Weltmeisterschaften in Sevilla im Freien den fünften Platz mit der jamaikanischen 4-mal-400-Meter-Staffel.
Als Einzelstarterin erzielte sie ihre besten Resultate bei den Zentralamerika- und Karibikmeisterschaften, wo sie 1997 die Silber- und 1999 die Bronzemedaille im 100-Meter-Lauf gewann. Bei den Panamerikanischen Spielen 1999 in Winnipeg belegte sie über dieselbe Distanz den siebten Rang.

## Bestleistungen
- 100 m: 11,25 s, 19. Juli 1998, Stuttgart
- 200 m: 23,19 s, 19. Juni 1999, Kingston